# Discestra asturica
Discestra asturica là một loài bướm đêm trong họ Noctuidae.